# Oropos
Oropos  este un oraș în Grecia în prefectura Attica.